# Cecelia Ahern
Pour les articles homonymes, voir Ahern.
Œuvres principales
- PS. I Love You

Compléments
- Bertie Ahern (père, homme politique)
Nicky Byrne (beau-frère, membre du groupe Westlife)

Cecelia Ahern (née le 30 septembre 1981 à Dublin, Irlande où elle réside toujours) est une romancière irlandaise.
Elle est la fille de l'ancien Premier ministre irlandais (Taoiseach), Bertie Ahern. Ses quatre romans ont tous été des best-sellers. Elle a aussi écrit de nombreuses nouvelles pour des anthologies. Elle est diplômée en journalisme et en communication du Griffith College de Dublin. Cecelia a une grande sœur, Georgina Ahern dont le mari, Nicky Byrne est un membre du boysband irlandais Westlife.
En 2000, elle fait partie du groupe pop Shimma, qui finit troisième à la finale nationale irlandaise pour le Concours Eurovision de la chanson.

## Carrière littéraire

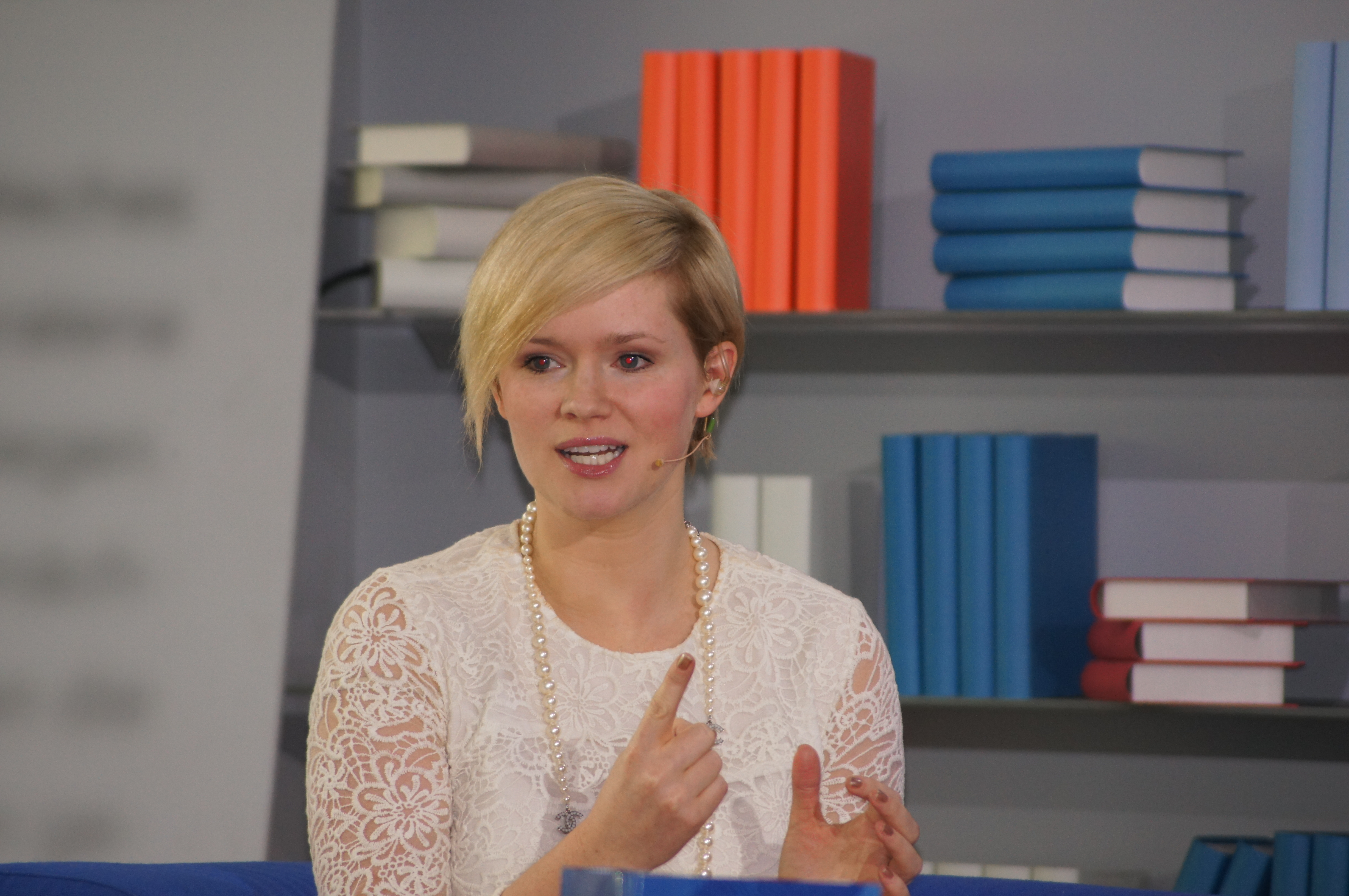

À 21 ans, Cecelia Ahern publie son premier roman, PS. I Love You. Le succès ne se pas fait attendre, le roman est en tête des meilleures ventes en Irlande pendant dix-neuf semaines, mais aussi au Royaume-Uni, aux États-Unis, en Allemagne et aux Pays-Bas. Elle participe à des recueils  de nouvelles vendus au profit d'associations caritatives, comme Irish Girls are Back in Town et Ladies' Night. Son second roman, Where Rainbows End (en français, La Vie est un arc-en-ciel), obtient le prix allemand CORINE et est adapté en film en 2014 sous le titre de "Love, Rosie" (avec Lily Collins et Sam Claflin dans les rôles de Rosie et d'Alex).
Elle coproduit la série télévisée américaine Samantha qui ?.

## Œuvres

### Romans
- P.S. I Love You (2004) paru sous le même titre en France en 2005
- La vie est un arc-en-ciel (Where Rainbows End, 2004) paru en français en 2007
- Si tu me voyais maintenant (If You Could See Me Now, 2005) paru en français en  2008
- A Place Called Here (2006) (pas encore traduit en français pour le moment)
- Merci pour les souvenirs (Thanks for the Memories, 2009) paru en français en 2010
- Un cadeau du ciel (The Gift, 2009) paru en français en 2009
- The Book of Tomorrow (2010) (pas encore traduit en français pour le moment)
- La Vie et Moi (The Time of my Life, 2012) paru en français en 2013
- Les Jours meilleurs (One Hundred Names, 2012) paru en français en 2012
- Tombée du ciel (How to Fall in Love, 2013) paru en français en 2014
- L’année où je t´ai rencontré (The year I met you, 2014) paru en français en 2018
- Le Joueur de billes (The Marble Collector, 2015) paru en français en 2017
- Destiny 1 (Flawed, 2016) paru en français en 2017
- Destiny 2 (Perfect, 2017) paru en français en 2018
- « Post-Scriptum » paru en 2019 (suite de « P.S: I Love You »)

### Nouvelles
- Every Year publiée dans Harrod's Magazine en décembre 2005
- Short and Sweet (en) - Pour lire la nouvelle sur le site officiel de Cecelia Ahern
- 24 Minutes publiée dans le recueil de nouvelles Moments dont les bénéfices des ventes sont allés à l'association GOAL pour venir en aide aux victimes du tsunami
- The End publiée dans Ladies Night où les auteures ont donné leurs droits d'auteur à l'aide aux enfants victimes des guerres.
- The Calling parue dans Irish Girls are Back in Town vendu au profit d'associations caritatives
- The Thing I remember publiée dans un journal féminin à l'occasion de la Saint-Valentin 2006
- Mrs Whippy écrite pour la Open Door Series, vendue au profit de la fondation CARI